# Stromdreieck
Das Stromdreieck ist ein zentrales Konzept in der nautischen Navigation, um die tatsächliche Bewegung eines Schiffes über Grund zu bestimmen. Es dient der Berücksichtigung des Zusammenwirkens (Superposition) der Bewegung des Schiffes durchs Wasser und der Wasserströmung zu einer resultierende Bewegung über Grund.

## Konstruktion
Das Stromdreieck ist eine grafische Repräsentation der Vektorgleichung
{\displaystyle {\vec {v_{W}}}+{\vec {v_{S}}}={\vec {v_{G}}}}

Beispiel eines Stromdreiecks

Die drei Seiten (Geschwindigkeits-Vektoren), die das Stromdreieck bilden sind:
- {\displaystyle {\vec {v_{W}}}} = Kurs und Fahrt durchs Wasser (KdW/FdW): Richtung und Geschwindigkeit des Schiffes relativ zum Wasser (1 Pfeil)
- {\displaystyle {\vec {v_{S}}}}  = Strom (StR/StG): Richtung und Geschwindigkeit des Wassers relativ zum Grund (3 Pfeile)
- {\displaystyle {\vec {v_{G}}}} = Kurs und Fahrt über Grund (KüG/FüG): Bewegung des Schiffes relativ zum Grund (2 Pfeile)

Das Stromdreieck wird an Bord bei der Navigation in der Regel auf einem separaten Blatt Papier, direkt in der Seekarte oder auf einer Koppelspinne gezeichnet. Es werden zwei bekannte Seiten gezeichnet, die dritte, unbekannte Seite wird in der Grafik ergänzt und man kann Länge und Richtung ablesen. Die einzelnen Vektoren werden üblicherweise mit 1–3 Pfeilsymbolen gekennzeichnet.

## Anwendung
Es findet in der Regel bei der Koppelnavigation insb. in Tidengewässern Anwendung und ist auch Bestandteil der Prüfung zum Sportküstenschifferschein. Mit Hilfe des Stromdreiecks können die Stromaufgaben auf einfache und effiziente Weise mit ausreichender Genauigkeit gelöst werden. Die Länge der Vektoren ist proportional zu ihrer zugehörigen Geschwindigkeit nach einem für die Aufgabe geeignet zu wählenden Maßstab.
- Kurs über Grund bestimmen (1. Stromaufgabe): Kurs durch Wasser einzeichnen, daran den Stromvektor einzeichnen (siehe Skizze), Kurs über Grund einzeichnen durch Verbinden der offenen Enden und Kurs und Fahrt über Grund ablesen
- Steuerkurs bestimmen (2. Stromaufgabe): gewünschten Kurs über Grund einzeichnen, Stromvektor einzeichnen (Spitze an Spitze), Fahrt durchs Wasser in Zirkel nehmen, am freien Ende des Stromvektors einstechen, Kreisbogen schlagen, sodass der Kurs über Grund geschnitten wird, diesen Punkt und das freie Ende des Stromvektors verbinden, Kurs durch Wasser ablesen, daraus kann nun im Weiteren der Steuerkurs berechnet werden
- Strom ermitteln (3. Stromaufgabe): Kurs durch Wasser einzeichnen, an gleichem Startpunkt Kurs über Grund einzeichnen (bestimmt durch GPS oder terr. Peilung), Pfeilspitzen verbinden mit Stromvektor und Stromstärke und -richtung ablesen

## Belege
1. ↑  Müller/Krauß: Handbuch für die Schiffsführung. 8. Auflage. Band 1A - Navigation. Springer, Berlin, Heidelberg 1983, ISBN 978-3-662-22384-0, S. 97 ff., doi:10.1007/978-3-662-22383-3 (springer.com [abgerufen am 19. Dezember 2024]).
2. ↑  Sportbootführerscheine - Navigationsaufgaben zum Erwerb des amtlichen Sportküstenschifferscheins. In: ELWIS. Abgerufen am 19. Dezember 2024.
3. ↑  Seemannschaft: Handbuch für den Yachtsport. 31.  Auflage. Delius Klasing, Bielefeld 2016, ISBN 978-3-7688-3248-9, S. 493 ff.